# ولاستن (دهانه)
ولاستن یک دهانه برخوردی در ماه است.

## دهانه‌های اقماری
این دهانه ۶ دهانه اقماری دارد.
| Wollaston | عرض جغرافیایی | طول جغرافیایی | قطر         |
| --------- | ------------- | ------------- | ----------- |
| D         | ۳۳٫۱° N       | ۴۸٫۷° W       | ۵٫۰ کیلومتر |
| N         | ۲۸٫۳° N       | ۴۸٫۱° W       | ۶٫۰ کیلومتر |
| P         | ۲۹٫۳° N       | ۴۹٫۹° W       | ۵٫۰ کیلومتر |
| R         | ۲۹٫۵° N       | ۵۰٫۸° W       | ۶٫۰ کیلومتر |
| U         | ۳۱٫۰° N       | ۵۲٫۹° W       | ۳٫۰ کیلومتر |
| V         | ۳۰٫۹° N       | ۵۴٫۰° W       | ۴٫۰ کیلومتر |